# 不加鎖舞踊館
不加鎖舞踊館為香港現代舞團，於 2002 年由藝術總監王榮祿成立。 2009 年起獲香港藝術發展局資助。

舞團作品曾多次獲香港舞蹈年獎，包括2009年《用心看世界——火鳥延續篇》；2015年《游弋蒼穹》；2016年《男生•男再生》。2016年《男生•男再生》於台灣雲門劇場演出，為「香港週2016 @ 台北」節目之一。

## 外部結連
- 不加鎖舞踊館網頁（页面存档备份，存于）